# Пајн Баренс (Њу Џерзи)
Пајн Баренс (енгл. Pine Barrens) је шумом покривена површина која се протеже преко више од седам округа у Њу Џерзију. Ово подручје је такође и познато по ретким биљним врстама. Тамо расте и ретка врста дрвета Pinus rigida.
Мочваре у овом подручју су некада биле пуне гвожђа које се налазило у потоцима, барама, воденим путевима и у бројним пећинама. Овде расту борови који су мањи од 120 центиметара. У овом подручју су пожари чести. Међутим, постоје и храстове шуме где су пожари ретка појава. Овде расте преко 850 врсти биљака, од којих се 92 сматрају реткима и угроженима. Овде живи преко 39 врсти сисара, преко 300 врста птица, 59 врсти водоземаца и гмизаваца и 91 врсте риба. Ово је наводно дом легендарног створења Џерзиског ђавола.